# Christophe Naegelen
Pour les articles homonymes, voir Naegelen.
Christophe Naegelen [nɛʒlɛn], né le 30 décembre 1983 à Remiremont, est un homme politique français. Élu député sans étiquette en 2017, il rejoint le groupe UDI et indépendants à l'Assemblée nationale. Réélu en juin 2022, il devient co-président du Groupe Libertés, indépendants, outre-mer et territoires (LIOT).

## Études et parcours professionnel
Né le 30 décembre 1983 à Remiremont dans une fratrie de quatre enfants, Christophe Naegelen grandit dans le village de Saint-Maurice-sur-Moselle. Sa mère est alors auxiliaire de vie et son père vendeur chez Spiller, un magasin d'ameublement vosgien. En parallèle des cours au lycée Malraux à Remiremont où il est interne, Christophe Naegelen travaille les week-ends et pendant les vacances comme livreur-magasinier dans l'entreprise familiale. Après avoir effectué toute sa scolarité dans les Vosges, il poursuit ses études supérieures à Nancy avant d'être diplômé en 2007 de l’ESC Rouen. Son cursus est également marqué par plusieurs étapes à l'étranger dont une année passée au Nouveau-Mexique dans un lycée américain, puis au lycée français Rochambeau à Washington où il passe son bac économie et social, en candidat libre et enfin un an en Chine où il apprend la langue comme universitaire, puis travaille comme stagiaire alternant.
Après plusieurs années passées à l'étranger, il travaille pour un laboratoire pharmaceutique vétérinaire. En 2011, il reprend le magasin familial, qu'il va développer. Il gère des sociétés dans différents domaines. Il a été initié à la politique par Christian Spiller .

## Député
Pour ses débuts en politique, Christophe Naegelen est candidat dans la troisième circonscription des Vosges sous l'étiquette divers droite lors des élections législatives de 2017. Il arrive en tête du premier tour avec 29,05 % des suffrages, devant Claude Thirard de La République en marche à 26,97 %. Le 18 juin 2017, il est élu député avec 60,71 % des voix.
À l'Assemblée nationale, il siège au sein du groupe Les Constructifs : républicains, UDI, indépendants.
Membre de la commission des affaires étrangères ainsi que la commission des affaires européennes, il appelle à la vigilance face aux traités de libre-échange tels que celui entre l'Union européenne et le MERCOSUR, notamment au regard des intérêts des agriculteurs. Lors des débats à l'Assemblée sur l'Accord économique et commercial global, dit CETA, il reconnaît que le traité contient des points positifs, mais indique qu'il ne pourra pas le voter si le volet concernant la filière bovine est conservé.
En janvier 2019, il est nommé rapporteur de la commission d’enquête sur les moyens des forces de sécurité[source insuffisante].
Son rapport, publié le 3 juillet 2019, « Forces de sécurité intérieure : face à une situation dégradée, des moyens à renforcer, des missions à redéfinir » contient 27 propositions visant notamment à moderniser l’organisation des moyens et la gestion des ressources humaines, et à renforcer le maintien de l’ordre. Certaines de ces propositions ont été reprises par le Gouvernement, au sein des conclusions du Beauvau de la Sécurité[source insuffisante].
Lors des élections législatives de 2022, Christophe Naegelen est réélu au second tour avec 74,27 % des voix. Il devient donc le deuxième député le mieux élu de France au second tour des législatives[pertinence contestée].
Président du groupe d'amitié France-Qatar, il est signataire en 2022 d'une tribune sur le site de L’Opinion afin de dénoncer les appels au boycott du Mondial de football dans l’émirat. Un contrôle du déontologue de l’Assemblée nationale lui demande de régulariser sur le registre de l'Assemblée nationale qui recense les invitations et déplacements acceptés par les députés trois voyages au Qatar, au cours desquels il a assisté à des matchs de la Coupe du monde et au Grand Prix de F1, dont certains frais ont été payés par l'émirat.
Membre de la commission de la défense nationale et des forces armées, Christophe Naegelen présente en novembre 2023, un rapport portant sur les conclusions des travaux de la mission d'information sur le bilan du soutien militaire de la France à l'Ukraine,,.
Lors du vote de la motion de censure transpartisane contre le Projet de loi de financement de la Sécurité Sociale, il se distingue du reste de son groupe parlementaire, ne votant pas la motion de censure, conformément à ses déclarations dans la presse ,.
Le 29 avril 2025 au 20h de TF1, le ministre de la justice Gérald Darmanin annonce vouloir reprendre la proposition déposée par le député en mars et qui propose de faire contribuer les détenus condamnés définitivement à leurs frais d'incarceration.

## Vie personnelle
Christophe Naegelen est moniteur et ancien champion régional de boxe française,.

## Synthèse des résultats électoraux

### Élections législatives
| Année | Parti | Circonscription | 1er tour | 1er tour | 1er tour | 2d tour | 2d tour | 2d tour | Issue |
| Année | Parti | Circonscription | Voix     | %        | Rang     | Voix    | %       | Rang    | Issue |
| ----- | ----- | --------------- | -------- | -------- | -------- | ------- | ------- | ------- | ----- |
| 2017  | DVG   | 3ème des Vosges | 9 521    | 29,05    | 1er      | 16 547  | 60,71   | 1er     | Élu   |
| 2022  | DVG   | 3ème des Vosges | 15 135   | 47,20    | 1er      | 21 035  | 74,27   | 1er     | Élu   |
| 2024  | LIOT  | 3ème des Vosges | 20 652   | 48,33    | 1er      | 27 341  | 64,67   | 1er     | Élu   |